# Реформистский иудаизм

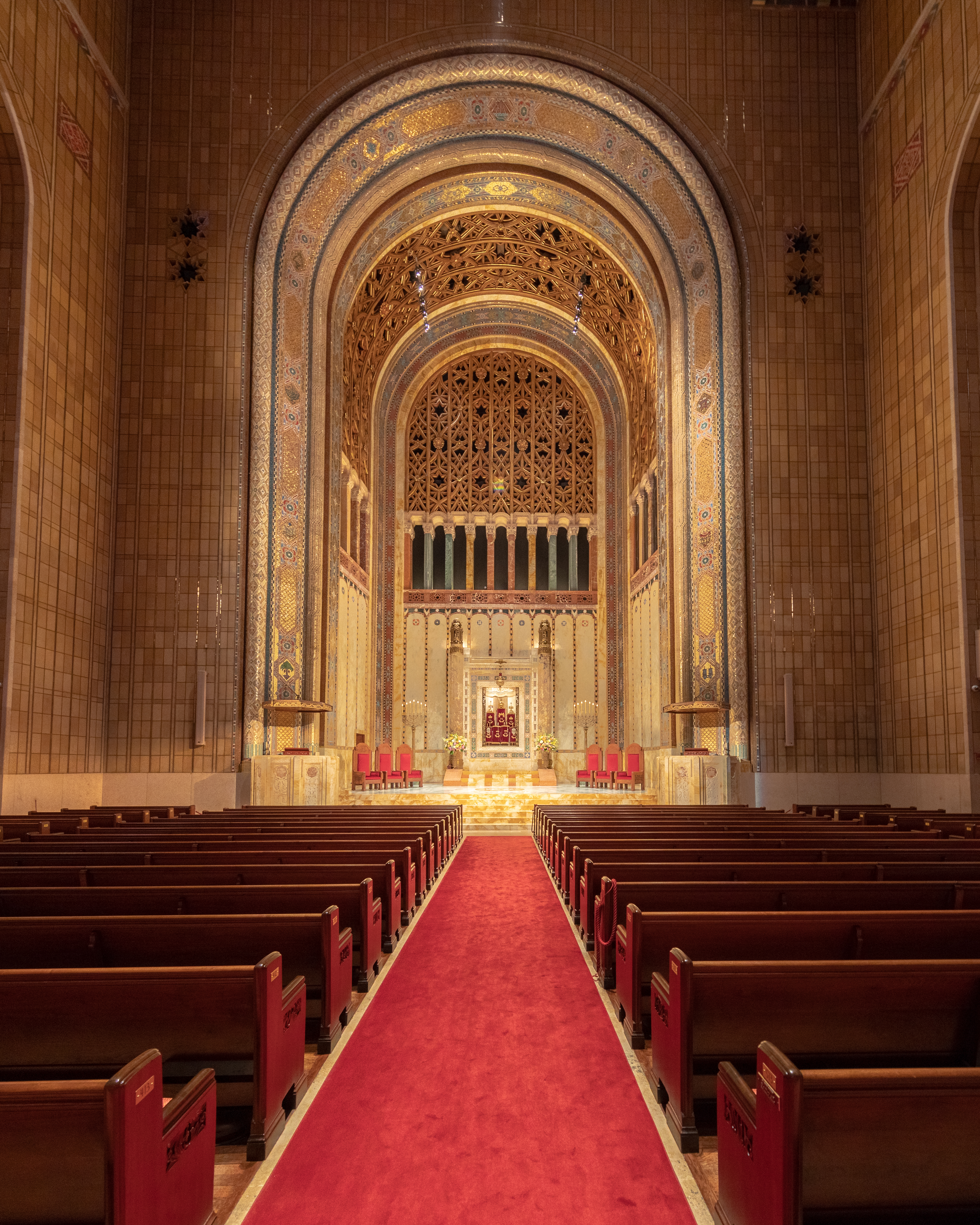
Интерьер Конгрегации Эману-Эль в Нью-Йорке, крупнейшей реформистской синагоги в мире.

Реформи́стский иудаи́зм (прогресси́вный иудаи́зм, либера́льный иудаи́зм) — крупное течение современного иудаизма. Возникло в Германии в двадцатые годы XIX века, откуда распространилось на другие страны Центральной и Западной Европы.
Возник на основе идей рационализма и изменения системы заповедей — установление примата «этических» заповедей (бейн адам ле-хаверо — «между человеком и ближним его») над «ритуальными» заповедями (бейн адам ле-Маком — «между человеком и Богом»). Движение реформистского иудаизма является либеральным течением в иудаизме. Идеологи Реформы считают Божественное откровение, начавшееся на горе Синай, продолжающимся и по сей день, и потому утверждают необходимость постоянного развития и переосмысления Божественного обращения, как универсального — к человечеству в общем, так и партикулярного — к еврейскому народу в частности.
Реформистский иудаизм считает, что еврейская традиция постоянно развивается, с каждым новым поколением приобретая новый смысл и, иногда, новое содержание, не затрагивающее, однако, основ. Реформистский иудаизм стремится к обновлению религиозных обрядов и индивидуальному осмыслению их в соответствии с реалиями современного мира.

## История
Возникновение движения за реформы в иудаизме предопределили общественные изменения в Европе XVIII—XIX веков. С одной стороны, централизация политической власти вела к ликвидации общественного устройства, позволявшего продолжать существование традиционного еврейского уклада жизни. С другой — идеи Просвещения охватили широкие слои общества, включая и еврейских интеллектуалов, которые остро ощущали противоречия между еврейской религиозной традицией и тем образом жизни, который они могли вести. В результате всё большее число европейских евреев стало отходить от соблюдения традиций и ставить под сомнение отдельные части иудейского обряда. Поскольку в эпоху, когда возникал реформистский иудаизм, автономия — как личная, так и общинная — воспринималась как большая ценность, в разных конгрегациях это течение приобретало отличные друг от друга формы.
Краткая еврейская энциклопедия называет первым идеологом реформы в иудаизме немецкого писателя и религиозного мыслителя Шаула Ашера. В 1792 году он издал на немецком языке книгу «Левиафан, или Об отношении религии к еврейству», где писал, что иудаизм отличается от других религий прежде всего не обрядово-практическими предписаниями, а мировоззрением. Ашер выделил 13 основных догматов, соответствующих 13 принципам веры, которые ранее определил Маймонид. Исходя из мысли о том, что философский смысл религиозных законов первичен, а задача самих законов сводится лишь к его разъяснению, Ашер пришёл к выводам о необходимости реформ, которые приведут ритуальную сторону иудаизма в соответствие с социальными изменениями в повседневной жизни евреев.
Первые практические реформы в иудейском обряде были проведены в 1796 году в Амстердаме, где местная община «Адат Иешурун» исключила из молитвенника ряд пиютов и перевела проповеди на нидерландский язык. В Германии практическая реформа иудаизма началась с благотворительной школы для бедных еврейских детей в Зезене (Брауншвейг), которую открыл в 1801 году Исраэль Якобсон. В этой школе в синагогальную службу были введены гимны и проповеди на немецком языке. После занятия Брауншвейга французскими войсками и его включения в состав королевства Вестфалии Якобсон был на собрании еврейских нотаблей в 1808 году избран председателем консистории, созданной в подражание французской. После этого он создал в Касселе синагогу, где, как и в Зезене, проповеди и гимны были переведены на немецкий язык, как и часть литургии. В 1810 году в храме, построенном в Зезене на деньги Якобсона, хор еврейских учеников пел гимны на немецком языке под аккомпанемент органа.

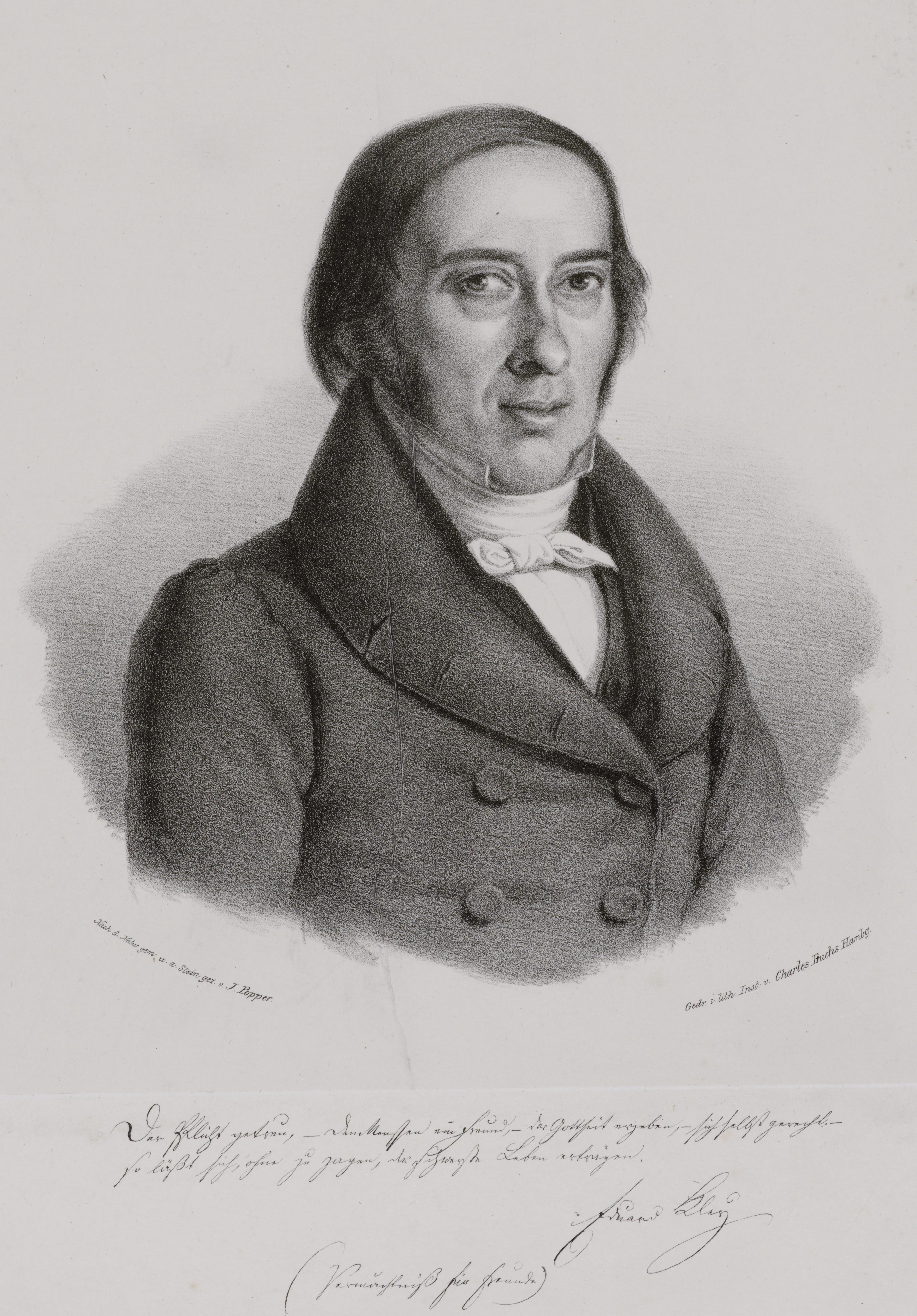
Эдуард Клей (1789—1867)

После победы антинаполеоновской коалиции еврейская консистория была ликвидирована. Якобсон переехал в Берлин, где в 1815 году снова открыл синагогу с проповедью и гимнами на немецком языке, хором и органом. В 1817 году власти Пруссии под давлением со стороны ортодоксальных раввинов закрыли эту синагогу, а в 1823 году наложили запрет на подобные новшества в иудейской литургии. Однако уже в 1818 году в Гамбурге друг и последователь Якобсона Эдуард Клей основал новый храм, в литургию которого были внесены ещё более радикальные изменения, коснувшиеся уже самого текста молитв. Из них были исключены упоминания о приходе Мессии, избранности еврейского народа и возвращении в Сион. Вместо них в молитвы были введены формулировки общечеловеческого содержания. Два года спустя отделение гамбургского храма открылось в Лейпциге, а в следующие 30 лет реформистские еврейские общины, вносившие более или менее радикальные изменения в религиозные обряды, возникли в ряде других городов Германии, Австрии, Венгрии, Франции и Дании. В частности, в Дании основоположником реформистского иудаизма был копенгагенский раввин И. Н. Манхеймер, в 1817—1821 годах полностью исключивший иврит из пятничного богослужения, заменив его датским языком, и использовавший в литургии музыку христианских авторов.

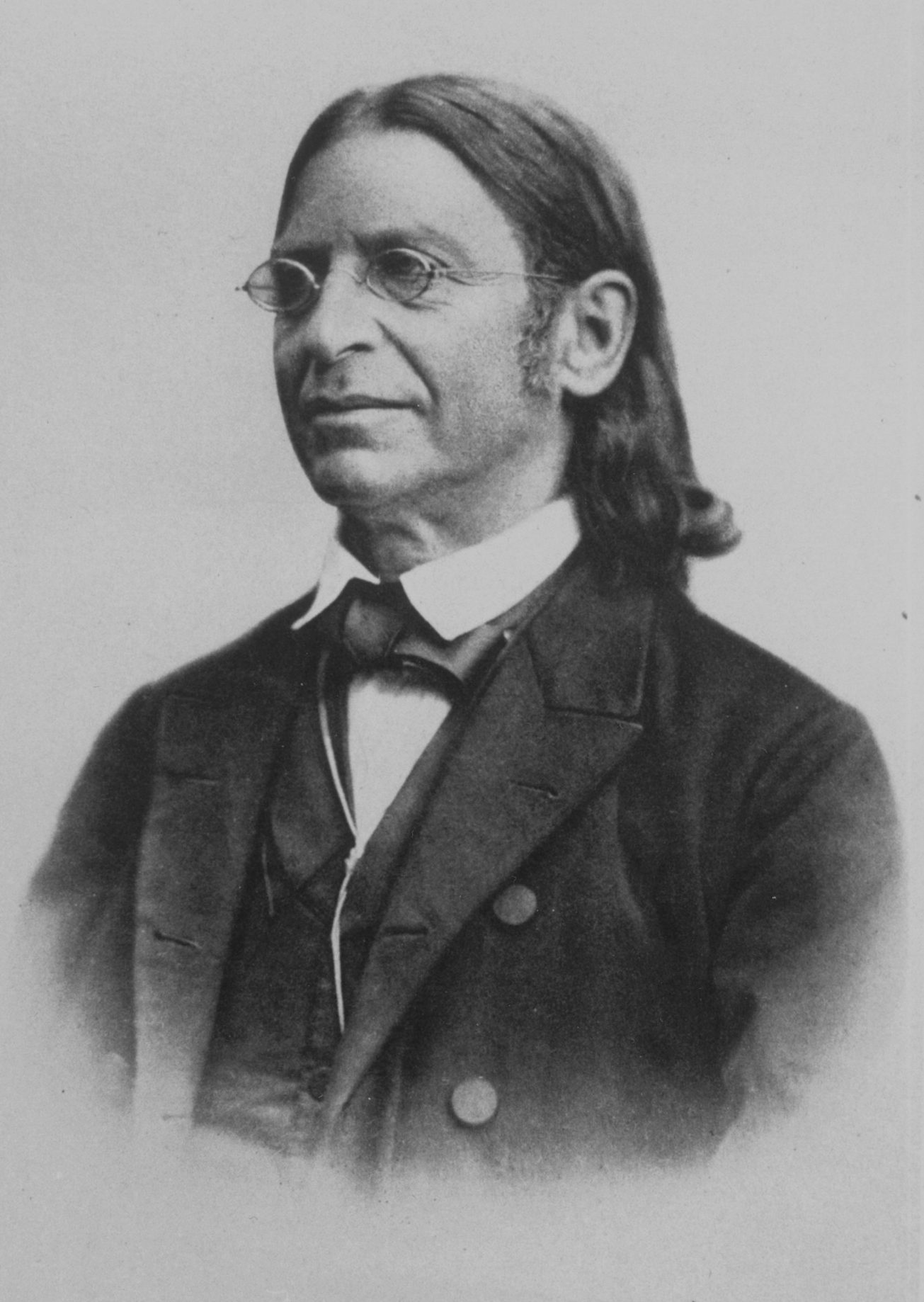
Авраам Гейгер (1810—1874)

Важную роль в развитии идеологии реформистского иудаизма сыграл Авраам Гейгер, с 1832 года бывший раввином в Висбадене, а в 1839 году — в Бреслау. Согласно Гейгеру, сущность иудаизма заключалась в вере в одного истинного Бога для всего человечества, исповедании извечно справедливых этических принципов и донесении этих истин до народов всего мира. Его идеи, пропагандируемые через журнал Wissenschaftliche Zeitschrift für jüdische Theologie (1835—1847), способствовали переходу в реформистский иудаизм многочисленных верующих, в особенности из числа представителей образованного среднего класса, мечтавших об интеграции в немецком обществе. Другим идеологом нового течения был Самуил Гольдгейм, соглашавшийся с Гейгером в определении монотеизма и базовых этических принципов как определяющих черт иудаизма. Гольдгейм отвергал обрядовые иудейские законы, регулировавшие брак и развод, как устаревшие и не соответствующие этике иудаизма в целом; по его мнению, государственным законам в этой сфере следовало отдавать приоритет перед религиозными. Гольдгейм также отзывался об обрезании как о «варварском акте».
Исаак Манхеймер, в 1824 году перебравшийся в Вену, умерил свои первоначальные позиции, признав важность иврита как языка богослужения, молитв о Сионе и обрезания. Венский ритуал, или «ритуал по Манхеймеру», стал основным для реформистских общин Австрийской империи. В Венгрии также сформировалось собственное реформистское движение — неология. Его основоположником был Аарон Хорин, раввин города Арад, уже в начале XIX века выступивший с инициативой созыва синода раввинов и представителей общин. В дальнейшем был выполнен перевод Библии на венгерский язык с экзегетическими примечаниями Морица Блоха (Баллаги). Накануне и во время революции 1848 года реформистов активно поддержали венгерские либералы-неевреи. В 1848 году в Пеште был сформирован Центральный реформистский союз венгерских евреев, добившийся права на выдление самостоятельных реформистских синагог из общин, где насчитывалось достаточное количество евреев-реформистов. После поражения революции деятельность реформистов была приостановлена и возобновилась лишь в конце 1860-х годов после эмансипации венгерских евреев и при активной поддержке министра религиозных культов Этвёша. В реформировании иудаизма он видел путь к скорейшей ассимиляции евреев Венгрии. Поскольку идеологи неологического иудаизма не смогли найти общего языка с ортодоксами, в большинстве городов Венгрии сформировались противостоявшие друг другу реформистская и ортодоксальная общины — это положение сохранялось до 1950 года, когда коммунистические власти провели принудительную унификацию еврейских общин.
Идеи реформистов в Германии встретились с резким противодействием со стороны ортодоксальных раввинов. После выхода в 1841 году второго издания гамбургского реформистского молитвенника раввин Исаак Бернайс наложил на него херем, а в 1842—1843 годах вышли двухтомные «Респонсы по поводу совместимости свободного исследования с выполнением раввинских функций», содержавшие ответы 12 раввинских авторитетов на вопросы о допустимости изменений в богослужении, вносимых этим молитвенником. В середине 1840-х годов также состоялось размежевание между радикальным и умеренным крыльями сторонников реформ — последние, ведомые Захарией Франкелем, дали начало ещё одной ветви раввинистического иудаизма — позитивно-историческому течению, впоследствии более известному как консервативный иудаизм.
В 1836—1840 годах произошёл раскол в сефардской общине Лондона. Сторонники реформы литургии по гамбургскому образцу сформировали отдельную общину — так называемую западно-лондонскую синагогу. Поначалу основатели новой конгрегации стояли на достаточно радикальных позициях, в частности полностью отвергая Талмуд как создание человеческих рук в противовес богоданной Библии (впоследствии идеология британских реформистов смягчилась и сблизилась с позициями консервативного иудаизма). Противодействие ортодоксальных кругов задержало признание реформистов британскими властями: лишь в 1856 году их уравняли в правах с другими еврейскими общинами, в том числе признав за реформистскими раввинами право регистрации браков.

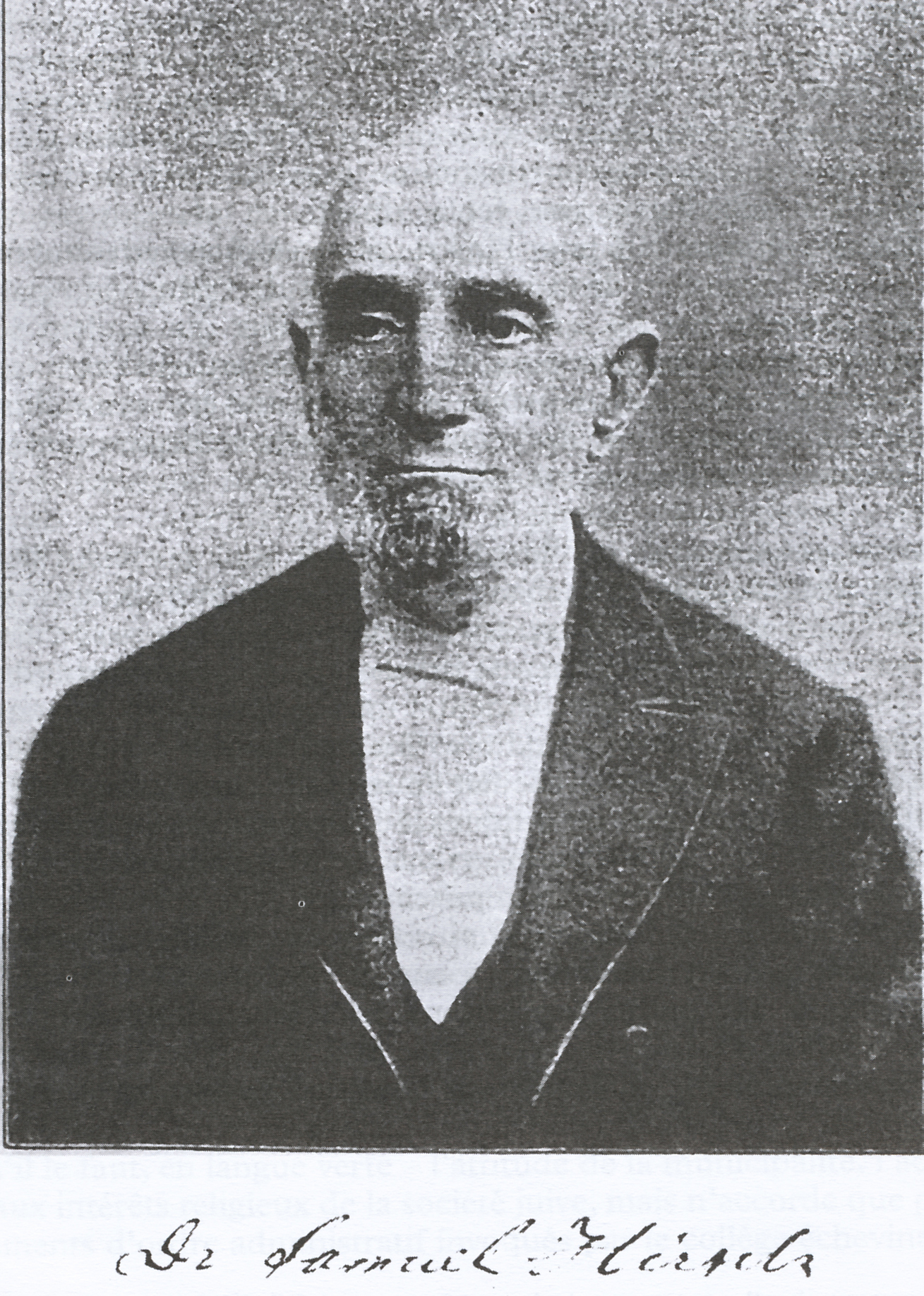
Самуэль Хирш (1815—1889)

В США первая реформистская община возникла в 1841 году в Чарлстоне (Южная Каролина), её лидером стал выходец из Европы Айзек Майер Вайз. В 1857 году Вайз издал популярный молитвенник, а в 1870—1880-е годы стоял у истоков Союза американских еврейских конгрегаций, Еврейского юнион-колледжа и Центральной конференции американских раввинов. Идеологическую базу под американский реформизм подвели два других иммигранта — Давид Эйнхорн и Самуэль Хирш. Под руководством Хирша в 1869 году в Филадельфии состоялась первая конференция американских реформистских раввинов, на которой были приняты решения об отказе от таких постулатов иудаизма, как возвращение в Сион и воскресение из мёртвых во плоти в конце времён.
В 1885 году борьба умеренного и радикального крыльев американского реформизма окончилась победой радикалов на Питсбургской конференции. В решениях этой конференции одновременно с признанием ценности идеи единого Бога и миссии служения еврейского народа этому Богу говорилось об устаревании идей Библии. Обязательными признавались только моральные законы, а значительная часть ритуала (законы о кашруте, ритуальной чистоте священников и т. д.) отвергалась как более не соответствующая реалиям современной жизни. Утверждая бессмертие души, американские реформисты отказывались от представлений об аде и рае. Платформа Питсбургской конференции оставалась основополагающей для реформистского иудаизма США до 1937 года, когда в неё были внесены коррективы, сделавшие её менее радикальной. С этого момента реформистский иудаизм в США признаёт важность единства еврейского народа, возрождения Земли Израильской, а также вновь начал уделять больше внимания традиционной символической стороне религии — соблюдению Шаббата и праздников, использованию иврита в литургии. Отношение к сионизму среди реформистских евреев США эволюционировало от неприятия к активной поддержке, в особенности после создания Израиля.
Популярность реформистского иудаизма среди американских евреев росла сравнительно медленно. Хотя в период с 1880 по 1920 год еврейское население США выросло в 14 раз — с 250 тысяч до 3,5 миллионов, — число реформистов достигло за это же время лишь 23 тысяч человек в 200 конгрегациях. Это отражало как подозрительное отношение к реформам иудаизма среди иммигрантов, большинство из которых были выходцами из ортодоксальных общин Восточной Европы, так и трения между новоприбывшими и старожилами-реформистами, относившимися к ним откровенно пренебрежительно. В годы после Второй мировой войны наиболее популярным среди американского еврейства стал консервативный иудаизм. Тем не менее ряды реформистов тоже стали расти быстрее: между 1940 и 1955 годами их число выросло с 59 до 255 тысяч человек, а число общин — с 265 до 520. К 1995 году число реформистских конгрегаций США достигло 875. Этому росту способствовала готовность реформистских лидеров принимать в общины смешанные семьи и признавать еврейство по отцовской линии. Отказавшись от тысяч лет еврейской традиции, отрицательно относившейся к прозелитизму, реформистские раввины с 1978 года также развернули деятельность по обращению в иудаизм неевреев.
В Израиль реформистский иудаизм проник, несмотря на сопротивление ортодоксальных раввинов, в конце 1950-х и начале 1960-х годов. В 1958 году была образована реформистская община «Хар-Эль» в Иерусалиме, а в 1964 году к ней присоединились «Кедем» в Тель-Авиве (сегодня «Бейт Даниэль») и «Ор Хадаш» в Хайфе; позже реформистские общины возникли более чем в десятке городов Израиля. В 1963 году в Иерусалиме открылся факультет библеистики и археологии Еврейского юнион-колледжа. Позднее при колледже открылись курсы подготовки реформистских раввинов из числа израильтян, и в 1980 году на этом отделении состоялась первая смиха. Сегодня[уточнить] к реформистскому движению в Израиле принадлежат 54 организованных общин, 4 школы, молодежное движение, два отделения подготовки молодежи к армейской службе и раввинская семинария. В Совете прогрессивных раввинов Израиля состоят более 130 раввинов.
Реформистское течение в иудаизме представлено и в других странах. Так, в Канаде о принадлежности к этому течению сообщали 11 % евреев, во Франции — 5 %. В крупнейшей реформистской конгрегации Бразилии, в Сан-Паулу, — около 2,5 тысяч членов, в основном потомков беженцев от европейского нацизма. Небольшие общины существуют и в других странах Латинской Америки (Аргентина, Панама, Мексика, Малые Антильские острова). С начала 1990-х годов число приверженцев реформистского иудаизма стало возрастать в США (где доля евреев, связанных с реформистскими синагогами, выросла с 35 % в 1990 до 39 % в 2001 году), Великобритании и других странах, первые реформистские общины возникли также на территории постсоветских государств. К 2005 году в России насчитывалось 74 таких общины, на Украине 40, а в Белоруссии 20. В том же году 1,6 миллиона евреев из 45 стран были членами Всемирного союза прогрессивного иудаизма, действующего с 1926 года и ставшего самой многочисленной еврейской религиозной организацией в мире.

## Краткое описание
Движение реформистского иудаизма стремится связать современную жизнь с еврейским учением; его сторонники уверены в том, что на рубеже тысячелетий еврейские концептуальные принципы (и еврейское воспитание в соответствии с ними) не утратили актуальности, в отличие от многих обрядов и некоторых традиций, возникших главным образом в Средневековье. Реформистский иудаизм насчитывает сегодня более 1,7 миллиона приверженцев.
Самая высокая точка популярности реформистского иудаизма и (предположительно) максимальное число членов реформистских общин приходится на двадцатилетие между концом 60-х и началом 90-х годов XX века (только в США). Затем влияние и заметность реформистов резко упали, главным образом в результате острых противоречий со старым американским истеблишментом (нееврейским и нерелигиозным), а также — в меньшей степени — в результате эмиграции в Израиль некоторых авторитетов реформистского движения и близких к нему заметных фигур.
В сегодняшнем Израиле противоречия между реформистами и «традиционалистами» (гораздо более многочисленными) тоже присутствуют, но носят сравнительно «бескровный» характер, в отличие от жёсткого конфликта в США. Основными точками несогласия в Израиле является вопрос обращения в иудаизм и связанных с ним деталей и вопрос интерпретации ряда запретов Торы, а также вопрос политического и юридического «признания» реформизма светскими институтами государства, против чего возражает существующий религиозный истеблишмент, ныне состоящий только из «традиционалистов».
Важной чертой современного реформистского иудаизма является рост роли женщины в общине, начавшийся в 1960-е годы. Женщины в реформистских конгрегациях активно принимают на себя функции, ранее являвшиеся мужской прерогативой. Первой в истории рукоположённой женщиной-раввином стала реформистка Регина Йонас. А в 1972 году Хибру-Юнион-колледж стал первым в истории иудаизма авторитетным учебным заведением, рукоположившим в раввины женщину — ею стала Салли Присанд. В дальнейшем она занимала должности помощника раввина и военного капеллана, после чего заняла пост раввина в общине Тинтон-Фолз (Нью-Джерси). К концу XX века только нью-йоркское отделение колледжа выпустило свыше 370 женщин — раввинов и хаззанов. В 1972 году были внесены также изменения в текст молитв, расценивавшийся как сексистский: наряду с упоминанием праотцов в него были добавлены имена ветхозаветных праматерей, а к формулировке «Бог наших отцов» было добавлено «и наших матерей». Начиная с 1990-х годов в США издаются пробные молитвенники, в которых исключено упоминание Бога в мужском роде.
В рамках реформистского иудаизма в США также произошло переосмысление отношения к гомосексуалам. В конце 1980-х и начале 1990-х годов вначале была признана духовная ценность гомосексуального брака для евреев, которые не могут вступить в гетеросексуальный, а затем были сняты ограничения на приём в Хибру-Юнион-колледж студентов-гомосексуалов.

## Название
Иногда реформистские иудеи называются прогрессивными. Существует реформистская ассоциация Всемирный союз прогрессивного иудаизма (World Union for Progressive Judaism), которая возникла под этим именем в Лондоне в конце 1920-х годов (главный офис переехал в США после 1945 года, а позже в Иерусалим — в 1973 году) и официально сохраняет своё изначальное название до сих пор.
Под прогрессивным иудаизмом может также пониматься вся совокупность либерального, реформистского, а также реконструктивистского движений.